# 西敬寺 (飯山市)
西敬寺（さいきょうじ）は、長野県飯山市にある真宗大谷派の寺院。山号は倉科片雄山、院号は報恩院。本尊は阿弥陀如来。

## 歴史
建長7年（1255年）、善巧により開山された。善巧は、浄勧と称する善光寺坊中報恩院の住僧であったが、親鸞参詣の折に入門し、改名した。
当初は信濃国埴科郡倉科村（現・長野県千曲市倉科）に位置していたが、高井郡牛出村（現・長野県中野市牛出）、水内郡深沢村（現・長野県飯山市蓮深沢）と転々とし、寛文12年（1672年）に現在地に移転した。
本堂は安永7年（1778年）の再建、鐘楼は寛文年間の建築だが、善光寺地震で倒壊し、再建された。長野県の県宝に指定されている「木造伝聖徳太子立像」は、師の親鸞から授かったものといわれており、武田信玄の身代わりにもなったという。

## 文化財
- 木造伝聖徳太子立像（長野県指定県宝 昭和54年12月17日指定）[4]

## 交通アクセス
- 飯山駅より徒歩10分。